# Xian de Quwo
Le xian de Quwo (曲沃县 ; pinyin : Qǔwò Xiàn) est un district administratif de la province du Shanxi en Chine. Il est placé sous la juridiction de la ville-préfecture de Linfen.

## Démographie
La population du district était de 222 836 habitants en 1999.